# Bert Freeman
Bertram „Bert“ Clewley Freeman (* 13. Oktober 1885 in Handsworth, Birmingham; † 11. August 1955 in Birmingham) war ein englischer Fußballspieler, der im Zeitraum von 20 Jahren für sechs englische Mannschaften in vier Spielklassen aktiv war.

## Karriere

### Vereine
Freeman spielte in Aston, seinerzeit ein Vorort von Birmingham, für die Gower Street Old Boys. Im weiteren Verlauf spielte er dann für den im Bezirk Aston Manor beheimateten Verein Aston Manor FC, später, ebenso wie sein Bruder Walter Freeman, für die Reservemannschaft von Aston Villa.
Von 1905 bis 1908 spielt er dann für den Ligakonkurrenten Woolwich Arsenal. Danach folgten drei Jahre für den Ligakonkurrenten FC Everton, bevor er beim FC Burnley mit einer Dekade die längste Zugehörigkeit zu einem Verein für sich beanspruchte.
Er begann für den Verein in der Saison 1911/12 in der Football League Second Division, die er mit seiner Mannschaft in einem Teilnehmerfeld von 20 Mannschaften als Drittplatzierter abschloss. Am Ende der Folgesaison schloss sein Verein ein Platz besser ab, gleichbedeutend mit dem Aufstieg in die Football League First Division. 1913/14 und 1914/15 wurden in die First Division die Plätze 12 und 4 belegt. Zudem wurde am 25. April 1914 der FA Cup – mit seinem 1:0-Siegtor in der 57. Minute über den FC Liverpool im Crystal Palace – gewonnen. Bedingt durch den Ersten Weltkrieg wurden in den Jahren 1915 bis 1919 keine Meisterschaften ausgetragen. Der Spielbetrieb wurde erst mit der Saison 1919/20 wieder aufgenommen. Die erste Nachkriegssaison schloss der FC Burnley in einem Teilnehmerfeld von 22 Mannschaften als Zweitplatzierter ab. Beim Gewinn der Meisterschaft in der Folgesaison kam Freeman nur noch zu drei Einsätzen und verpasste damit den Erhalt eine Meisterschaftsmedaille.
Im Alter von inzwischen 36 Jahren entschied er sich zwei Ligen tiefer zu spielen. Die Saison  1921/22 war er für den Wigan Borough in der Football League Third Division aktiv, im Anschluss für Kettering Town in der Southern Football League.

### Nationalmannschaft
Freeman kam in einem Zeitraum von drei Jahren in fünf Länderspielen für die Nationalmannschaft Englands zum Einsatz, in denen er drei Tore erzielte. Sein Debüt gab er am 15. März 1909 in Nottinghamshire im City Ground, der Spielstätte von Nottingham Forest, beim 2:0-Sieg im Freundschaftsspiel gegen die Nationalmannschaft Wales’. Mit dem Treffer zum Endstand in der 42. Minute erzielte er prompt sein erstes Länderspieltor. Seinen zweiten Einsatz bestritt er am 3. April 1909 in London auf der Spielstätte von Crystal Palace beim 2:0-Sieg im Freundschaftsspiel gegen die Nationalmannschaft Schottlands. Drei Jahre später, am 10. Februar 1912, spielte er im Dalymount Park in Dublin beim 6:1-Sieg im Freundschaftsspiel gegen die Nationalmannschaft Irlands, gegen die ihm in der 50. Minute das Tor zum 4:1 gelang. Am 11. und 23. März 1912 bestritt er – erneut gegen Wales und Schottland – seine letzten beiden Länderspiele.

## Erfolge
- FA Cup-Sieger 1914
- Torschützenkönig 1909 (38 Tore; First Division)
- Torschützenkönig 1912, 1913 (32 Tore, 31 Tore; Second Division)